# ألتونا (بنسلفانيا)
ألتونا (بالإنجليزية: Altoona, Pennsylvania) هي مدينة تقع في مقاطعة بلير (بنسيلفانيا) بولاية بنسيلفانيا في الولايات المتحدة. تبلغ مساحة هذه المدينة 25.3 (كم²)، وترتفع عن سطح البحر 368 م، بلغ عدد سكانها 46320 نسمة في عام 2010 حسب إحصاء مكتب تعداد الولايات المتحدة.

## التركيبة السكانية
حدّد مكتب تعداد الولايات المتحدة بيانات التركيبة السكانية لألتونا في تعداد الولايات المتحدة. في ما يلي، التركيبة السكانية حسب تعدادي 2000 و2010.

### تعداد عام 2000
بلغ عدد سكان ألتونا 49,523 نسمة بحسب تعداد عام 2000، وبلغ عدد الأسر 20,059 أسرة وعدد العائلات 12,583 عائلة مقيمة في المدينة. في حين سجلت الكثافة السكانية 1,952.8 نسمة لكل كيلومتر مربع (5,057.7/ميل2). وبلغ عدد الوحدات السكنية 21,681 وحدة بمتوسط كثافة قدره 854.9 لكل كيلومتر مربع (2,214.2/ميل2).
وتوزع التركيب العرقي للمدينة بنسبة 96.01% من البيض و2.49% من الأمريكيين الأفارقة و0.10% من الأمريكيين الأصليين و0.32% من الأمريكيين ذوي الأصول الآسيوية و0.02% من سكان جزر المحيط الهادئ و0.24% من الأعراق الأخرى و0.83% من عرقين مختلطين أو أكثر و0.74% من الهسبانيون أو اللاتينيون من أي عرق.
بلغ عدد الأسر 20,059 أسرة كانت نسبة 31.3% منها لديها أطفال تحت سن الثامنة عشر تعيش معهم، وبلغت نسبة الأزواج القاطنين مع بعضهم البعض 44.6% من أصل المجموع الكلي للأسر، ونسبة 13.8% من الأسر كان لديها معيلات من الإناث دون وجود شريك، بينما كانت نسبة 4.4% من الأسر لديها معيلون من الذكور دون وجود شريكة وكانت نسبة 37.3% من غير العائلات. تألفت نسبة 31.6% من أصل جميع الأسر من عدة أفراد يعيشون في نفس المنزل ونسبة 14.7% كانت تتألف من شخص يعيش بمفرده يبلغ من العمر 65 عاماً أو أكثر. وبلغ متوسط حجم الأسرة المعيشية 2.37، أما متوسط حجم العائلات فبلغ 2.98.
بلغ العمر الوسطي للسكان 37.4 عاماً. وكانت نسبة 22.9% من القاطنين تحت سن الثامنة عشر، وكانت نسبة 9.1% بين الثامنة عشر والرابعة والعشرين عاماً، ونسبة 26.9% كانت واقعةً في الفئة العمرية ما بين الخامسة والعشرين والرابعة والأربعين عاماً، ونسبة 21.5% كانت ما بين الخامسة والأربعين والرابعة والستين، ونسبة 15.7% كانت ضمن فئة الخامسة والستين عاماً فما فوق. يوجد لكل 100 أنثى 88.9 ذكر، ويوجد لكل 100 أنثى في الثامنة عشر من عمرها فما فوق 85.1 ذكر.
بلغ متوسط دخل الأسرة في المدينة 28,248 دولارًا، أما متوسط دخل العائلة فبلغ 36,758 دولارًا. وكان متوسط دخل الذكور 28,851 دولارًا مقابل 21,242 دولارًا للإناث. وسجل دخل الفرد الخاص بالمدينة 15,213 دولارًا. وكانت نسبة 12.9% من العائلات ونسبة 17.7% من السكان تحت خط الفقر، وكان من هؤلاء نسبة 24.8% تحت سن الثامنة عشر ونسبة 9% في الخامسة والستين من العمر وما فوق.

### تعداد عام 2010
بلغ عدد سكان ألتونا 46,320 نسمة بحسب تعداد عام 2010، وبلغ عدد الأسر 19,301 أسرة وعدد العائلات 11,646 عائلة مقيمة في المدينة. في حين سجلت الكثافة السكانية 1,826.5 نسمة لكل كيلومتر مربع (4,730.6/ميل2). وبلغ عدد الوحدات السكنية 21,179 وحدة بمتوسط كثافة قدره 835.1 لكل كيلومتر مربع (2,162.9/ميل2).
وتوزع التركيب العرقي للمدينة بنسبة 93.77% من البيض و3.32% من الأمريكيين الأفارقة و0.14% من الأمريكيين الأصليين و0.42% من الأمريكيين ذوي الأصول الآسيوية و0.03% من سكان جزر المحيط الهادئ و0.33% من الأعراق الأخرى و1.98% من عرقين مختلطين أو أكثر و1.31% من الهسبانيون أو اللاتينيون من أي عرق.
بلغ عدد الأسر 19,301 أسرة كانت نسبة 29.5% منها لديها أطفال تحت سن الثامنة عشر تعيش معهم، وبلغت نسبة الأزواج القاطنين مع بعضهم البعض 39.4% من أصل المجموع الكلي للأسر، ونسبة 15.2% من الأسر كان لديها معيلات من الإناث دون وجود شريك، بينما كانت نسبة 5.7% من الأسر لديها معيلون من الذكور دون وجود شريكة وكانت نسبة 39.7% من غير العائلات. تألفت نسبة 32.8% من أصل جميع الأسر من عدة أفراد يعيشون في نفس المنزل ونسبة 13.5% كانت تتألف من شخص يعيش بمفرده يبلغ من العمر 65 عاماً أو أكثر. وبلغ متوسط حجم الأسرة المعيشية 2.34، أما متوسط حجم العائلات فبلغ 2.95.
بلغ العمر الوسطي للسكان 38.9 عاماً. وكانت نسبة 22.6% من القاطنين تحت سن الثامنة عشر، وكانت نسبة 10.4% بين الثامنة عشر والرابعة والعشرين عاماً، ونسبة 24.7% كانت واقعةً في الفئة العمرية ما بين الخامسة والعشرين والرابعة والأربعين عاماً، ونسبة 26.6% كانت ما بين الخامسة والأربعين والرابعة والستين، ونسبة 15.6% كانت ضمن فئة الخامسة والستين عاماً فما فوق. وتوزع التركيب الجنسي للسكان بنسبة 48% ذكور و52% إناث.

## المناخ
يظهر الجدول التالي التغييرات المناخية على مدار السنة لألتونا:
| البيانات المناخية لـألتونا               | البيانات المناخية لـألتونا | البيانات المناخية لـألتونا | البيانات المناخية لـألتونا | البيانات المناخية لـألتونا | البيانات المناخية لـألتونا | البيانات المناخية لـألتونا | البيانات المناخية لـألتونا | البيانات المناخية لـألتونا | البيانات المناخية لـألتونا | البيانات المناخية لـألتونا | البيانات المناخية لـألتونا | البيانات المناخية لـألتونا | البيانات المناخية لـألتونا |
| الشهر                                    | يناير                      | فبراير                     | مارس                       | أبريل                      | مايو                       | يونيو                      | يوليو                      | أغسطس                      | سبتمبر                     | أكتوبر                     | نوفمبر                     | ديسمبر                     | المعدل السنوي              |
| ---------------------------------------- | -------------------------- | -------------------------- | -------------------------- | -------------------------- | -------------------------- | -------------------------- | -------------------------- | -------------------------- | -------------------------- | -------------------------- | -------------------------- | -------------------------- | -------------------------- |
| الدرجة القصوى °ف (°م)                    | 78 (26)                    | 76 (24)                    | 85 (29)                    | 91 (33)                    | 94 (34)                    | 97 (36)                    | 103 (39)                   | 102 (39)                   | 96 (36)                    | 90 (32)                    | 82 (28)                    | 74 (23)                    | 103 (39)                   |
| متوسط درجة الحرارة الكبرى °ف (°م)        | 31.9 (−0.1)                | 34.6 (1.4)                 | 44.7 (7.1)                 | 57.8 (14.3)                | 67.6 (19.8)                | 77.1 (25.1)                | 81.4 (27.4)                | 80.3 (26.8)                | 72.3 (22.4)                | 61.3 (16.3)                | 49.4 (9.7)                 | 37.1 (2.8)                 | 57.9 (14.4)                |
| متوسط درجة الحرارة الصغرى °ف (°م)        | 15.6 (−9.1)                | 17.7 (−7.9)                | 25.5 (−3.6)                | 36.6 (2.6)                 | 46.8 (8.2)                 | 54.9 (12.7)                | 60.2 (15.7)                | 58.4 (14.7)                | 51.3 (10.7)                | 41.4 (5.2)                 | 32.1 (0.1)                 | 21.9 (−5.6)                | 38.5 (3.6)                 |
| أدنى درجة حرارة °ف (°م)                  | −29 (−34)                  | −25 (−32)                  | −7 (−22)                   | 8 (−13)                    | 20 (−7)                    | 32 (0)                     | 38 (3)                     | 34 (1)                     | 26 (−3)                    | 15 (−9)                    | 0 (−18)                    | −13 (−25)                  | −29 (−34)                  |
| الهطول إنش (مم)                          | 2.64 (67)                  | 2.43 (62)                  | 3.48 (88)                  | 3.63 (92)                  | 4.30 (109)                 | 4.08 (104)                 | 4.14 (105)                 | 3.50 (89)                  | 3.85 (98)                  | 3.43 (87)                  | 3.71 (94)                  | 3.11 (79)                  | 42.64 (1٬083)              |
| متوسط تساقط الثلوج إنش (سم)              | 11.2 (28)                  | 14.3 (36)                  | 16.9 (43)                  | 2.5 (6.4)                  | 0.1 (0.25)                 | 0 (0)                      | 0 (0)                      | 0 (0)                      | 0 (0)                      | 0.2 (0.51)                 | 3.3 (8.4)                  | 12.1 (31)                  | 60.6 (154)                 |
| المصدر: Pennsylvania State Climatologist |                            |                            |                            |                            |                            |                            |                            |                            |                            |                            |                            |                            |                            |

## توأمة
لألتونا (بنسيلفانيا) اتفاقيات توأمة مع:
- سانت بولتن

## أعلام
- مايكل بيهي
- باول فينتر
- ريد فلمنج
- إبراهام اندروز باركر
- تشارلز بنجامين دودلي
- بات مالون
- أندرو كيفن ووكر
- أل برادلي
- شارلي كريست
- جانيت بلير

## وصلات خارجية
- www.altoonapa.gov
- The US50 - Cities and Towns in Pennsylvania State

قالب:مدن بنسيلفانيا